# Wladislaw Wladislawowitsch Wojewodski

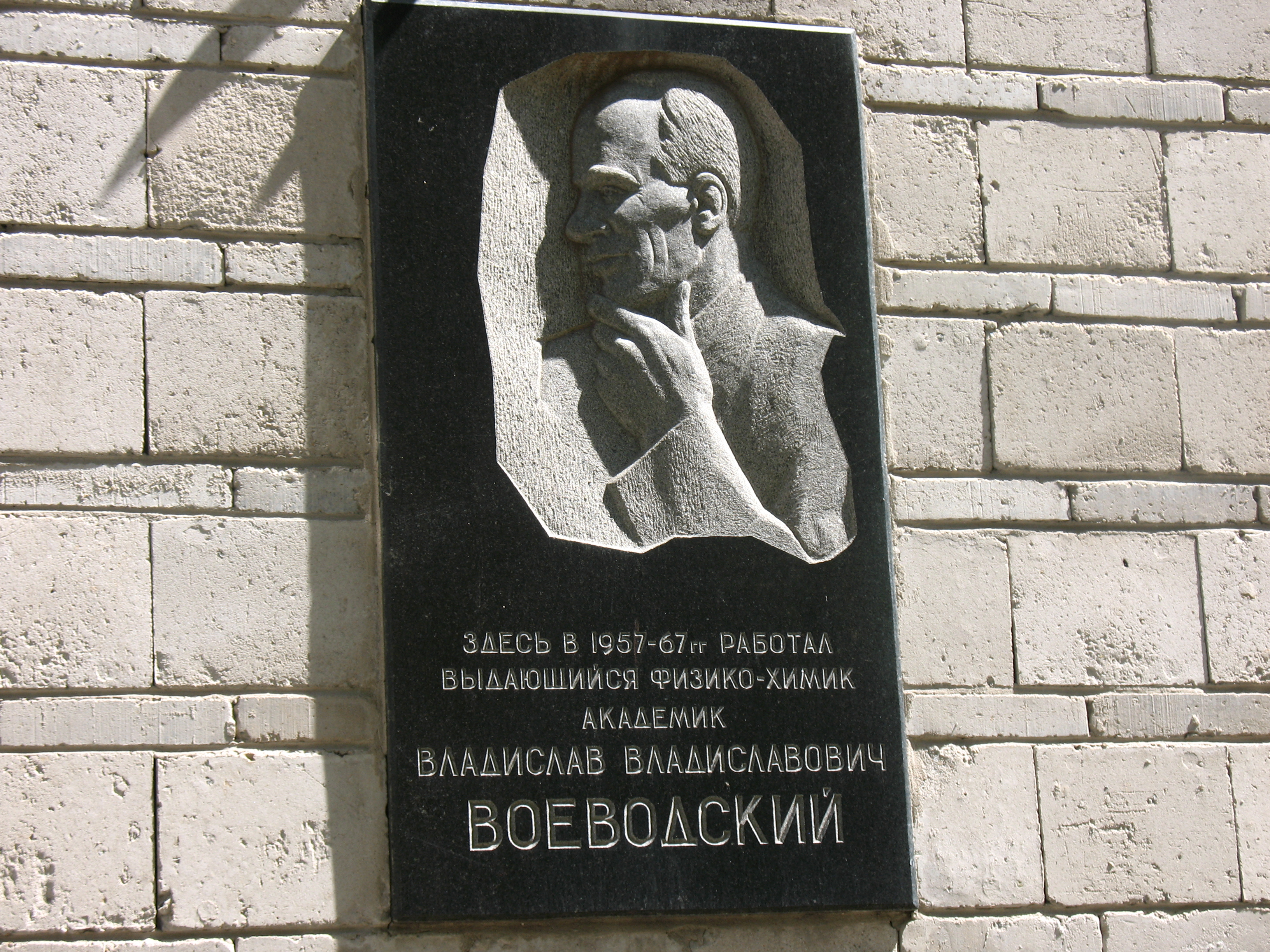
Gedenktafel für Wladislaw Wladislawowitsch Wojewodski am NXKG

Wladislaw Wladislawowitsch Wojewodski (russisch Владислав Владиславович Воеводский; * 25. Julijul. / 7. August 1917greg. in Petrograd; † 20. Februar 1967 in Nowosibirsk) war ein sowjetischer Chemiker und Hochschullehrer.

## Leben
Wojewodskis Vater Wladislaw Stefanowitsch Wojewodski war Dozent am Institut für Finanzwirtschaft. Er wurde während der Stalinschen Säuberungen 1937 verhaftet und am 27. Januar 1938 erschossen. Wojewodskis Mutter Berta Aronowna Wojewodskaja war ausgebildete Juristin. Durch die Verhaftung des Vaters wurde Wojewodski Sohn eines Klassenfeindes, was seinen weiteren Weg stark behinderte.
Immerhin erreichte Wojewodski 1935 seinen Mittelschulabschluss und begann ein Studium an der Leningrader Polytechnischen Institut in der ingenieurtechnischen Fakultät. Versuche, ihn von der Hochschule zu entfernen, waren erfolglos, da er aufgrund seiner hervorragenden Leistungen zu den wenigen mit einem Stalinschen Sonderstipendium gehörte. Er fertigte bei N. N. Semjonow seine Diplomarbeit Die Rolle des Wasserstoffperoxids bei der Redoxreaktion von Wasserstoff an und beendete 1940 sein Studium mit Auszeichnung.
Wojewodski wollte nun in eine Panzerschule eintreten, um dann an die Front zu gehen, aber als Klassenfeind-Sohn wurde ihm der Militärdienst im Deutsch-Sowjetischen Krieg verboten. Darauf bewarb er sich erfolglos als Aspirant an den Moskauer Hochschulen. So wurde er von N. N. Semjonows 1941 nach Kasan evakuierten Institut für Chemische Physik schließlich als Aspirant aufgenommen. 1944 wurde er mit seiner Dissertation Detaillierte Untersuchung des Mechanismus der Redoxreaktion bei der Verbrennung von Wasserstoff zum Kandidaten der Chemischen Wissenschaften promoviert. Mit N. N. Semjonows Institut konnte Wojewodski nach Moskau zurückkehren.
1946 wurde Wojewodski Dozent am Lehrstuhl für Chemische Kinetik der Lomonossow-Universität Moskau. Bei der Untersuchung verzweigter Kettenreaktionen klärte er die diffusiven und katalytischen Prozesse bei Redoxreaktionen auf. Im Hinblick auf praktische Anwendungen entwickelte er eine Theorie des Crackens von Paraffin-Kohlenwasserstoffen. 1949 veröffentlichte er zusammen mit A. B. Nalbandjan die Monografie Mechanismus der Wasserstoffoxidation und -verbrennung, die 1952 mit dem Mendelejew-Preis ausgezeichnet wurde. 1952 wurde er wieder Opfer Stalinscher Repressionen wie viele andere Chemiker, indem er als anerkannter Bourgeois im Zusammenhang mit der Resonanztheorie von Linus Pauling entlassen wurde.
Wegen seiner großen Bedeutung für Wissenschaft und Industrie wurde Wojewodski während der Tauwetter-Periode nach dem Machtantritt Chruschtschows bald wieder eingestellt. 1953 wurde er Dekan der Fakultät für Molekülphysik und technische Physik des Moskauer Instituts für Physik und Technologie. 1954 wurde er mit seiner Dissertation Freie Radikale in Gas-Kettenreaktionen zum Doktor der Chemischen Wissenschaften promoviert. 1958 wendete er die Elektronenspinresonanz an. Im gleichen Jahr wurde er Korrespondierendes Mitglied der Akademie der Wissenschaften der UdSSR (AN-SSSR). Seine Untersuchungen führte er im Institut für Chemische Kinetik und Verbrennung (NXKG) der Sibirischen Abteilung der AN-SSSR im Akademgorodok von Nowosibirsk durch, zu dessen Gründern er gehörte. Ebenso gründete er den Lehrstuhl für Physikalische Chemie, Molekülphysik und Biophysik an der Universität Nowosibirsk (NGU). Wegen der Bedeutung seiner Untersuchungen konnte er am Verbrennungssymposium in Oxford und an der Diskussion über die Stabilisierung Freier Radikale in Sheffield teilnehmen. 1961 wurde er Wissenschaftlicher Direktor des NXKG und Dekan der Naturwissenschaftlichen Fakultät der NGU. 1963 wurde er Kandidat der Kommunistischen Partei der Sowjetunion und 1964 Vollmitglied der AN-SSSR. Zu seinen bekanntesten Schülern gehören J. N. Molin und R. S. Sagdejew.
1967 starb Wojewodski an Herzinsuffizienz und wurde auf dem Nowodewitschi-Friedhof begraben. 1968 wurde ihm postum der Staatspreis der UdSSR verliehen. Zu seinen Ehren wird alle fünf Jahre abwechselnd in Moskau und Nowosibirsk die internationale Fachtagung Physik und Chemie der chemischen Elementarprozesse durchgeführt. Seinen Namen tragen eine Straße im Akademgorodok, ein internationaler Wissenschaftspreis, ein Preis für junge Wissenschaftler der Sibirischen Abteilung der Russischen Akademie der Wissenschaften und ein Stipendium für Studenten und Studentinnen der NGU.